# Richard Attenborough
Lord Richard Samuel Attenborough (Cambridge, 1923. augusztus 29. – London, 2014. augusztus 24.) Oscar-, BAFTA- és Golden Globe-díjas angol filmrendező, színész, filmproducer.

## Életpályája
Frederick és Mary Attenborough gyermekeként született. Az ismert természettudós és dokumentumfilmes, David Attenborough bátyja. Színészi tanulmányait a londoni Royal Academy of Dramatic Arton (RADA) végezte el, 2003-tól haláláig ő volt ennek az intézménynek az elnöke. 1941-től Londonban volt színész az Intimate Theatre színpadán. 1942-től filmszínészként dolgozott, de 1943 és 1946 között katona volt. 1959-ben Bryan Forbesszal megalapították a Beaver Filmset. 1960-tól az Allied Film Makerst vezette. 1969-től filmrendezőként dolgozott. 1969–1982 között a Chelsea FC igazgatója. 1976-ban ütötték lovaggá. 1980–1986 között a Channel Four Tv alelnöke, majd 1987-ben elnöke is volt. 1983-tól a Gandhi Alapítvány elnöke és 1987-től az UNICEF jószolgálati nagykövete volt.

### Munkássága
Első jelentősebb szerepét Eugene O’Neill Ifjúság című darabjában kapta. 1947-ben készült az egyik legnagyobb filmje, A brightoni szikla, amelyben egy tizenéves rablógyilkost alakított. 1963-ban A nagy szökés című filmben is emlékezetes alakítást nyújtott. 1969-ben filmre vitte Joan Littlewood Ó, az a csodálatos háború! című világhírű szatirikus musicaljét. 1982-ben a Gandhi című filmben Ben Kingsley-vel dolgozott együtt.

## Magánélete
1945-ben elvette feleségül Sheila Beryl Grant Sim színésznőt, akitől 3 gyermeke született.

## Betegsége és halála
2008 augusztusában szívproblémák miatt kórházba került, ahol ellátták egy ehhez szükséges szívritmus-szabályozó pacemakerrel. 2008 decemberében stroke-ot kapott otthonában, és emiatt ismét kórházba került.
2011 januárjában eladta a Richmondban álló birtokát 1 480 000 dollárért.
2011 májusában az öccse, David elmondta, hogy bátyja a stroke utáni esést követően már kerekesszékes lett, de még mindig képes volt beszélgetéseket folytatni. Hozzátette, hogy "bátyám több filmszerepet már nem vállal."
2012 októberében végül az egész családi ház eladásra került 11 500 000 dollárért.
David így nyilatkozott a családi otthon eladásáról: „Egyszerűen nem volt értelme megtartani.”
2013 márciusában, a romló egészsége miatt Attenborough beköltözött az egyik londoni szeretetotthonba a feleségével.
Attenborough 2014. augusztus 24-én, öt nappal 91. születésnapja előtt halt meg. Őt túlélte a felesége, két gyereke, hat unokája és egy dédunokája.

## Filmjei
- Őfelsége hajója (1942)
- Svejk új kalandjai (1943)
- Utazás együtt (1944)
- Diadalmas szerelem (1946)
- Az embervadász (1947)
- A brightoni szikla (1947)
- A tengerimalac (1949)
- Reggeli elutazás (1950)
- Varázsdoboz (1951)
- A bébi és a csatahajó (1956)
- Sógorok (1957)
- Dunkirk (1957)
- Rendben vagyok, Jack (1958)
- A dühös csend (1959)
- Vihar a repülőgépen (1959)
- SOS Pacific (1959)
- Urak szövetsége (1960)
- Egész éjszaka (1961)
- Csak ketten játszhatják (1961)
- A nagy szökés (1963)
- Guns at Batasi (1964)
- A harmadik titok (1964)
- A Főnix útja/A Főnix repülése (1965)
- Homokkavicsok (1966)
- Doctor Dolittle (1967)
- Mrs. Bloosom boldogsága (1968)
- Férfi a padláson (1968)
- Szélhámosok és palimadarak (1968)
- Ó, az a csodálatos háború!/Váltson jegyet a háborúba! (1969) (rendező)
- David Copperfield (1970)
- Rillington Place 10 (1971)
- Zsákmány (1971)
- Londoni fojtogató (1971)
- A fiatal Churchill (1972) (rendező)
- Neveletlenek (1975)
- A Scotland Yard vendége (1975)
- Tíz kicsi néger (1975)
- Rózsabimbó (1975)
- A híd túl messze van (1977) (rendező)
- A sakkjátékosok (1977)
- A mágus (1978) (rendező)
- Az emberi tényező (1980)
- Gandhi (1982) (rendező, producer)
- A tánckar (1985) (rendező)
- Kiálts szabadságért! (1987) (rendező)
- Chaplin (1992) (rendező, producer)
- Jurassic Park (1993)
- Árnyékország (1994) (rendező, producer)
- Csoda New Yorkban (1994)
- Hamlet (1996)
- Szerelemben, háborúban (1996) (rendező, producer)
- Az elveszett világ: Jurassic Park (1997)
- Diana (1998)
- Elizabeth (1998)
- Szürke bagoly (1999) (rendező, producer)
- József és a színes szélesvásznú álomkabát (1999)
- Ljuset haller mig sallskap (2000)
- Vonatlesők (2000)
- Társam, a fény (2000) (közreműködő)
- Puckoon (2001)
- Az égig érő paszuly legendája (2001)
- Határvillongások (2002)
- Charlie: Charles Chaplin élete és művészete (2003)
- Steve McQueen: Mitől sikeres? (2005)
- A szerelem gyűrűje (2007) (rendező, producer)

## Művei
- In Search of Gandhi (1982)
- Richard Attenborough's Chorus Line (Diana Carterrel, 1986)
- Cry Freedom. A Pictoral Record (1987)
- Entirely Up To You (önéletrajz, 2007)

## Díjai
- BAFTA-díj a legjobb férfi főszereplőnek (1965) Guns at Batasi
- Golden Globe-díj a legjobb férfi mellékszereplőnek (1967) Homokkavicsok
- Golden Globe-díj a legjobb férfi mellékszereplőnek (1968) Doctor Dolittle
- BAFTA-díj a legjobb rendezőnek (1983) Gandhi
- BAFTA-díj a legjobb filmnek (1983) Gandhi
- Oscar-díj a legjobb rendezőnek (1983) Gandhi
- Oscar-díj a legjobb filmnek (1983) Gandhi
- Golden Globe-díj a legjobb filmrendezőnek (1983) Gandhi
- Martin Luther King-békedíj (1983)
- David di Donatello-díj (1983)
- az Európai Filmakadémia Érdemdíja (1988)
- Shakespeare-díj (1992)
- BAFTA-díj a legjobb filmnek (1994) Árnyékország
- Dilys Powell-díj (1995)
- Chicagói életműdíj (2000)